# Phytomyza zarzyckii
Phytomyza zarzyckii este o specie de muște din genul Phytomyza, familia Agromyzidae, descrisă de Nowakowski în anul 1975.
Este endemică în Polonia. Conform Catalogue of Life specia Phytomyza zarzyckii nu are subspecii cunoscute.